# امیلیا شارنولیته
امیلیا شارنولیته (انگلیسی: Emilija Škarnulytė؛ زادهٔ ۲ ژوئن ۱۹۸۷) فیلم‌ساز اهل لیتوانی است.

## زندگی
شارنولیته دارای مدرک لیسانس در مجسمه‌سازی از آکادمی هنرهای زیبا بریرا در میلان، ایتالیا و کارشناسی ارشد از آکادمی هنرهای معاصر Tromsø است.
فیلم‌های وی در پانزدهمین دوسالانه بین‌المللی معماری ونیز (۲۰۱۶)، دوسالانه بین‌المللی هنری SIART بولیوی (۲۰۱۶)، جشنواره بین‌المللی فیلم روتردام (هلند، ۲۰۱۵)، سی و دومین سالانه دوسالانه سائوپائولو (۲۰۱۴)، گالری ویتچاپل (انگلیس، ۲۰۱۵) به نمایش درآمده است.